# Santa María Tavehua
Santa María Tavehua es una localidad del estado mexicano de Oaxaca. Es parte del municipio de San Andrés Solaga.

## Demografía
| Censo | Población |
| ----- | --------- |
| 1900  | 378       |
| 1910  | 406       |
| 1921  | 430       |
| 1930  | 410       |
| 1940  | 409       |
| 1950  | 423       |
| 1960  | 431       |
| 1970  | 464       |
| 1980  | 398       |
| 1990  | 332       |
| 1995  | 280       |
| 2000  | 263       |
| 2005  | 236       |
| 2010  | 216       |
| 2020  | 209       |